# پتروشیمی شهید تندگویان
شرکت صنایع پتروشیمی خلیج فارس (سهامی عام) یکی از بزرگترین مجموعه پتروشیمی‌های ایران به حساب می‌آید. مجتمع پتروشیمی شهید تندگویان یکی از شرکت‌های پتروشیمی ایران واقع در منطقه ویژه اقتصادی پتروشیمی است که تولید اصلی آن، پلی اتیلن ترفتالات (PET) و محصولات ترفتالیک اسید در دو گرید بطری و الیاف و همچنین نخ‌های فیلامنتی POY و پنبه مصنوعی STAPLE را تولید می‌کند. تولید این شرکت در سال ۱۳۹۸ برابر ۶۸۰ هزار تن بوده‌ است.دفتر مرکزی و کارخانجات این شرکت در شهرستان بندر ماهشهر قرار دارد. پلی اتیلن ترفتالات مواد تشکیل دهنده تولید الیاف مصنوعی هالو و سالید در شرکت الیاف تندگویان است. پتروشیمی تندگویان عضو باشگاه تولیدکنندگان کاتالیست «پالادیوم» جهان است.

## تاریخچه
این شرکت در سال ۱۳۷۷ با تصویب هیئت مدیره شرکت ملی صنایع پتروشیمی تاسیس و در سال ۱۳۹۲ در جریان خصوصی سازی شرکت‌های دولتی توسط شرکت صنایع پتروشیمی خلیج فارس خریداری شد.

## موقعیت
منطقه ویژه اقتصادی پتروشیمی ماهشهر با مساحت ۵ هکتار در سال 1377 با سرمایه 24 هزار میلیارد ریال تاسیس شد. این شرکت در ضلع شمال غرب خلیج فارس در استان خوزستان، سایت چهار منطقه ویژه اقتصادی پتروشیمی بندر امام خمینی و در زمینی به مساحت ۳۴ هکتار برای تولید محصول PET , PTA احداث شد.

## محصولات
گرید بطری، گرید نساجی، گرید الیاف و گرید نخ پلی‌استر از محصولات پتروشیمی تندگویان است.

## واحدهای تولیدی
پتروشیمی تندگویان از سه بخش تولیدی شامل شیمیایی، پلیمری و نساجی تشکیل شده است. پتروشیمی تندگویان تولیدکننده محصولات پلی‌اتیلن ترفتالات (PET ) و اسید ترفتالیک خالص (PTA )در ایران است.
شیمیایی بخش شیمیایی از کارخانه‌های 1PTA و PTA2 تشکیل شده است که خوراک ورودی آن‌ها پارازیلین و اسید استیک بوده و سالیانه در مجموع ۰۷۷ می تولید خالص ترفتالیک اسید محصول تن هزار کنند. از محصولات این بخش می‌توان به عنوان روان کننده در تهیه چسب‌های صنعتی و تولید پلی اتیلن ترفتالات استفاده کرد.
پلمیری بخش پلمیری این مجتمع از کارخانه های 1PET و PET2 تشکیل شده که PET1دارای ۴ واحد یا Poly و 2PET دارای ۳ واحد یا Poly است. خوراک ورودی این کارخانه ها، PTA و منواتیلن گلایکول بوده و سالیانه ۳۳۳ هزارتن گرید بطری و ۵۵1 هزارتن گرید الیاف تولید می کنند. این کارخانه ها توانایی تولید انواع مختلفی از گرید های بطری و الیاف از جمله FH PET ،HBPET، سوپر برایت،CD PET ,و ...را براساس نیاز و درخواست مشتری داشته و محصولات آن ها در صنایع مختلف از جمله صنعت نساجی برای تولید انواع الیاف، تهیه رزین های مهندسی در خودروسازی، تولید انواع ظروف بسته بندی مواد غذایی و بهداشتی در صنایع بسته بندی، تهیه نخ جراحی در صنعت پزشکی، تهیه انواع فیلم های عکاسی و سینمایی در صنایع فیلم سازی و ...مورد استفاده قرار می‌گیرد.

### نساجی
بخش نساجی این شرکت دارای دو واحد الیاف پلی استر STAPLE و نخ پلی استر POY است که خوراک ورودی هر دو واحد پلیمر مذاب هرکدام تولید ظرفیت ۳۳ هزارتن در سال بوده است. از محصولات نساجی در تولید کالاهای مختلف و متنوعی استفاده می شود که به طور مثال می توان برای Staple استفاده در تولید کالای خواب، فرش ماشینی، موکت و پتو و برای poy استفاده در تولید البسه ورزشی، پارچه کشباف، پارچه رومبلی و پرده ای، را نام برد.

## گواهینامه‌های استاندارد
ISO ۹۰۰۱ - ISO ۲۹۰۰۱- ISO ۱۷۰۲۵ - OHSAS ۱۸۰۰۱ - EFQM - ISO ۱۴۰۰۱ 

## مدیریت دارایی‌های فیزیکی
فرآیند استقرار سیستم‌های مدیریت دارایی‌های فیزیکی از شهریور ماه ۱۳۹۹ در پتروشیمی شهید تندگویان شروع شد و این شرکت در نخستین حضور خود در جایزه آن موفق شد در حوزه‌های مختلف، تندیس برنزین و لوح سپاس ۶ ستاره دریافت کند.

## مصرف پتروشیمی تندگویان
کل مصرف پتروشیمی شهید تندگویان در قالب دو فاز بر مبنای کاتالیست خشک ۳۷ تن (معادل ۶۲ تن کاتالیست مرطوب) است که ارزش واردات این کاتالیست حدود ۱۵ میلیون دلار برای هر دو فاز پتروشیمی تندگویان برآورد شده است.

## سهامداران
شرکت صنایع پتروشیمی خلیج فارس با ۵۲ درصد، سایر سهام داران ۲۶ درصد، گروه پتروشیمی تابان فردا ۱۱ درصد و صنایع پتروشیمی بوعلی سینا ۱۱ درصد از سهام پتروشیمی تندگویان را مالک هستند.

## مسئولیت اجتماعی
این شرکت با راه اندازی کمیته مسئولیت اجتماعی که دارای بودجه مشخص است در زمینه‌های اشتغال زایی، ساخت کلانتری 14 در شهرک طالقانی، ساخت سازمان انتقال خون در شهرستان ماهشهر، تجهیز مدارس شهرستان، حمایت از زنان سرپرست خانوده، ساخت پل در شهرک طالقانی و ... از جمله فعالیت‌های این شرکت در زمینه مسئولیت‌های اجتماعی عنوان شده است.

## اعضای هیات‌مدیره
محمد یونسی، رئیس هیئت مدیره و عضو غیر موظف، سیدرضا قاسمی شهری، مدیر عامل و نایب رئیس هیئت مدیره و عضو موظف، فریدون افشاری، عضو غیرموظف هیات مدیره و سعید مسعودی زاده، عضو غیرموظف هیات مدیره اعضای هیئت مدیره شرکت پتروشیمی تندگویان را تشکیل می‌دهند.

## مدیران پیشین
بهرام دیلفانیان از سال ۱۳۷۷ تا ۱۳۸۲، محمد جواد قطب از سال ۱۳۸۲ تا ۱۳۸۴، علی محمد بساق زاده از سال ۱۳۸۴ تا ۱۳۸۷، محمدعلی یونسی از سال ۱۳۸۷ تا ۱۳۹۳ و حسن تقوی گنجی از سال ۱۳۹۳ تا ۱۳۹۷ مدیریت این شرکت را بر عهده داستند.